# Maspujols (ort)
Maspujols är en ort i Spanien.   Den ligger i provinsen Província de Tarragona och regionen Katalonien, i den östra delen av landet, 400 km öster om huvudstaden Madrid. Maspujols ligger 219 meter över havet och antalet invånare är 527.
Terrängen runt Maspujols är kuperad åt nordväst, men åt sydost är den platt.Runt Maspujols är det tätbefolkat, med 459 invånare per kvadratkilometer. Närmaste större samhälle är Tarragonès, 18,6 km öster om Maspujols. 